# Bismutsubchlorid
Bismutsubchlorid ist eine chemische Verbindung aus der Gruppe der Chloride. Es wurden früher fälschlicherweise auch als Bismut(I)-chlorid bezeichnet. Neben Bi6Cl7 ist mit Bi7Cl10 ein weiteres, jedoch schwer synthetisierbares, Bismutsubchlorid bekannt.

## Gewinnung und Darstellung
Bismutsubchlorid kann durch Reaktion von Bismut mit geschmolzenem Bismut(III)-chlorid oder durch Reaktion von Bismut(III)-chlorid mit Kaliumchlorid bei 250 °C gewonnen werden. Die Verbindung wurde zuerst 1973 von R.M. Friedman und J.D. Corbett synthetisiert.

## Eigenschaften
Bismutsubchlorid ist ein schwarzer Feststoff. Er besitzt eine orthorhombische Kristallstruktur mit der Raumgruppe Pnnm (Raumgruppen-Nr. 58).